# San Pedro Taviche
San Pedro Taviche (en zapoteco: tani, viche, ‘cerro, tuna’‘Cerro de las tunas’)? es una localidad del estado mexicano de Oaxaca. Pertenece al distrito de Ocotlán, dentro de la región valles centrales. Es la cabecera del municipio de San Pedro Taviche.

## Geografía
El municipio abarca 96.75 km² y se encuentra a una altitud promedio de 1600 m s. n. m., oscilando entre 2500 y 1300 m s. n. m.

## Demografía
De acuerdo al último censo, realizado por el INEGI en 2010, en el municipio habitan 1208 personas.